# Kystlinjeparadokset
Kystlinjeparadokset er den kontraintuitive iagttagelse at en landmasses kystlinje ikke har en veldefineret længde. Dette skyldes at kystlinjer typisk er som en fraktalkurver: De har en fraktal dimension som gør begrebet længde uanvendeligt. Den første kendte observation af dette fænomen var af Lewis Fry Richardson og det blev yderligere behandlet af Benoît Mandelbrot.
Den målte længde af en kystlinje afhænger af den anvendte metode til at måle den med og graden af kartografisk generalisering. Da en landmasse har karaktertræk (bugter, fremspring osv.) i alle størrelsesordener, fra hundredvis af kilometer i størrelse til brøkdele af en millimeter og derunder, er der ingen åbenlys mindste størrelse der bør tages i betragtning ved en måling, og derfor har landmassen ingen enkelt veldefineret omkreds.
Problemet er fundamentalt forskelligt fra måling af andre, enklere kanter. Det er for eksempel muligt nøjagtigt at måle længden af en lige, idealiseret metalstang ved at bruge en måleinstrument til at bestemme at længden er mindre end en vis værdi og større end en anden værdi – det vil sige at måle længden med en vis grad af usikkerhed. Jo mere nøjagtig måleinstrumentet er, jo tættere vil resultaterne være på kantens sande længde. Når man måler en kystlinje, resulterer en mere præcis måling imidlertid ikke i en forøgelse af nøjagtigheden – måleresultatet viser blot en større længde; i modsætning til metalstangen er der ingen måde at opnå en maksimal værdi for længden af en kystlinje.